# 사잇소리 (영화)
《사잇소리》는 2022년에 개봉한 대한민국의 영화이다.

## 캐스팅
- 류화영 : 은수 역
- 박진우 : 호경 역
- 정동훈 : 지성 역
- 임진택
- 오영실
- 채연정
- 남태부 : 경찰 1 역
- 고은수 : 은수언니 역